# オーロラ (デイジー・ジョーンズ・アンド・ザ・シックスのアルバム)
『オーロラ』（英: Aurora）は、テイラー・ジェンキンス・リードによる2019年の同名小説を基にしたAmazon Prime Videoのミニシリーズドラマ『デイジー・ジョーンズ・アンド・ザ・シックスがマジで最高だった頃』の宣伝のためにアトランティック・レコードから2023年3月1日に発売されたスタジオおよびサウンドトラックアルバム。架空のバンドがトップを飾る全11曲のアルバムは、ライリー・キーオとサム・クリフキンがリードボーカルを担当し、ブレイク・ミルズが作曲、演奏、プロデュースを行い、トニー・バーグが追加のプロデュースを、クリス・ワイズマン、ジャクソン・ブラウン、フィービー・ブリジャーズが共同プロデュースを行った曲が収録されている。
プロットによれば、『オーロラ』はフリートウッド・マックの11枚目のスタジオアルバム『噂』（1977年）を大まかに基にした原作小説中の架空のアルバムのタイトルだった。これはまた、作品の主人公たちが小説の中で溜め込んでいた怒りと、性的緊張のはけ口を提供していた。
俳優たちはCOVID-19パンデミックによるロックダウンの期間中、それぞれの自宅で収録曲のリハーサルを何度も行った。全ての曲はロサンゼルスのサウンドシティ・スタジオで録音とミキシングが行われた。このアルバムは音楽的なクォリティと、架空のバンドの本質や1970年台の音楽を伝えているといいう店で、おおむね好評を博している。

## 背景
シリーズのショーランナーでもあるテイラー・ジェンキンズ・リードは、ブレイク・ミルズをこのアルバムのプロデュースに仲間のレコードプロデューサーのフィービー・ブリジャーズとシンガー・ソングライターのクリス・ワイズマンと共に採用した。リードは「私はミュージシャンではありません。頭の中で何かが聞こえてくるけど、それは誰もが歌にできるようなものではないんです」と述べている。「だから、人びとがこのアルバムを作るというアイデアは、私にとって信じられないほどエキサイティングなことです。Amazonのある人とあって、音楽の話をしていたのだけど、彼は「オーロラ」という曲を作らなければならないことにとても気後れしていたと言っていました。彼は『70年代の最高のアルバムに仕上げたじゃないか！」のような感じで。そして今、彼はどうやって作るか見つけなければなりません。それが私の問題ではないことを嬉しく思います。」ローリングストーン誌のジョナサン・バーンスタインのインタビューに応えてブレイク・ミルズは「70年代に存在し得たのに存在しなかったギターの個性を覆し、創造する機会がある[...]その時、人々はただギターを愛していた。だから、私はこの楽器に対する感謝の気持ちを見つけ、それを少し自分の意のままに曲げてみようとしているんだ」と述べている。

## リリース履歴
このアルバムは2023年1月25日に発表され、同時に収録曲も明らかにされた。ドラマの公開と同時の2023年3月3日の発売が計画されていた。しかしながら、MP3アルバムは予定より2日早く発売され、物理メディアはヴァイナルとしてエルマー・レコード（原作小説に登場する架空のレコードレーベル）から3月2日に発売された。LP盤は180グラムの両面盤で、オレンジ、透明な青、透明な黄色、青緑などの多色展開がなされた。後者は、Barnes & Nobleの販売店を通じて特別版として発売された。

## シングル
アルバムに先行してファーストシングルの「Regret Me」がアルバム発表同日の2023年1月25日に発売された。アルバムではキーオとクラフキンがバックボーカルのニッキー・ブルームおよびジェームズ・ペトラリとともに演奏していた。2曲目の「Look at Us Now (Honeycomb)」は2023年2月15日に発売された。4分30秒のシングルバージョンと、5分32秒のアルバムバージョンの2パターンがリリースされた。

## 評価
| 専門評論家によるレビュー | 専門評論家によるレビュー |
| レビュー・スコア         | レビュー・スコア         |
| 出典                     | 評価                     |
| ------------------------ | ------------------------ |
| AllMusic                 | [ 12 ]                   |
| Beyond the Stage         | 7/10                     |
| The Line of Best Fit     | 7/10                     |
| Pitchfork                | 6.6/10                   |
| The Times                | [ 16 ]                   |

ピッチフォークの記事でピート・トシエロはこのアルバムに10点中の6.6点をつけ、「『オーロラ』はソフトロックの聖杯であり、アメリカの音楽を変容させ、その過程でクリエイターを引き裂く偉業である。このシリーズはフォークミュージカルの『はじまりのうた』や『Juliet, Naked』、評価の低いケーブルドラマの『Vinyl』や『Dave』と同じ制約を受けている。創作過程や天才の困難をドラマ化する際に、作中作品は二の次になる。論理的には超越的な音楽を軸にした物語は、曲が優れているだけでは台無しになる。このアルバムではフリートウッド・マックの大胆さを理解するのに苦労し、70年代ロックの頂点と聴きやすいバラードを混同している。『オーロラ』はトリュビュートバンドのスーパーバンド程度にだけ大胆になっている」と書いている。デン・オブ・ギークのティリー・ピアースは「テレビ番組をベースにしたアルバムとして、『オーロラ』にはこれほど素晴らしい作品 - 何年も頭の中で繰り返す、耳に残る曲がいっぱいある - になる資格はない」と書いている。
ヴィッキー・グリアは『The Line of Best Fit』でのリビューで、7/10点をあたえ、「純粋主義者はこのシリーズでの『オーロラ』が原作と似ていないことが不快かもしれないが、気を悪くすることはない。このアルバムはテイラー・ジェンキンズ・リードが作り出した魔法と強さを全て捉えている」と書いている。『Beyond The Stage』のケイト・パスターチックも同様に評価し、「このアルバムはフィクションではない同等品を凌ぐことはできないが、『オーロラ』は偉大な人びとを模倣するという目的を果たしている。『オーロラ』はノスタルジックだが、70年代音楽の心と魂という訳ではない。あのような磁力はオリジナルの時代にしか見出せない。とは言え、デイジー・ジョーンズ・アンド・ザ・シックスの唯一のアルバムは愛読書を美しく不滅のものにしている」と要約した。タイムズ紙のウィル・ホジキンソンは「存在しなかった70年代のバンドとしては、これはかなり本格的だ」と述べている。AllMusicのマーシー・ドネルソンは「結局、Auroraは、発掘された当時のレコードというよりも、キャストアルバムのように再生されるが、それはスペクトルの上で推移し、俳優/ミュージシャンが演奏するようになり、曲が意図した時代のロサンゼルス音楽シーンを示唆するが、彼ら自身の伝説を作るために十分に強く立つことはほとんどなかった」と書いている。

## 収録曲
全曲、ブレイク・ミルズがプロデュース。
| #         | タイトル                       | 作詞・作曲                                                                                     | 演奏者/アーティスト                                                                                   | 時間  |
| --------- | ------------------------------ | ---------------------------------------------------------------------------------------------- | --- | ----- |
| 1.        | 「Aurora」                     | ブレイク・ミルズ、クリス・ワイズマン、キャス・マックームス、マット・スウィーニー               | ライリー・キーオ、サム・クラフリン                                                                    | 3:25  |
| 2.        | 「Let Me Down Easy」           | Z Berg、アリ・タンポージ、ジェームス・バレンタイン、ミルズ                                     | ライリー・キーオ、サム・クラフリン バックグラウンドボーカル：Z Berg                                   | 3:23  |
| 3.        | 「Kill You to Try」            | ミルズ、バーバラ・グルスカ、イーサン・グルスカ                                                 | ライリー・キーオ、サム・クラフリン、ジェームス・ペトラリ、ニッキー・ブルーム                          | 5:12  |
| 4.        | 「Two Against Three」          | ミルズ                                                                                         | ライリー・キーオ                                                                                      | 3:51  |
| 5.        | 「Look at Us Now (Honeycomb)」 | ミルズ、ジェイソン・ボーゼル、ステフォニー・スミス、ジョナサン・ライス、マーカス・マムフォード | サム・クラフリン バックグラウンドボーカル：ブレイク・ミルズ、マディソン・カニンガム                   | 5:32  |
| 6.        | 「Regret Me」                  | ミルズ、ワイズマン                                                                             | ライリー・キーオ、サム・クラフリン バックグラウンドボーカル：ニッキー・ブルーム、ジェームズ・ペトラリ | 3:16  |
| 7.        | 「You Were Gone」              | ミルズ、ワイズマン                                                                             | ライリー・キーオ and サム・クラフリン バックグラウンドボーカル：ジェームズ・ペトラリ、Z Berg          | 4:18  |
| 8.        | 「More Fun to Miss」           | ミルズ、スウィーニー                                                                           | ライリー・キーオ、サム・クラフリン                                                                    | 2:53  |
| 9.        | 「Please」                     | ミルズ、ワイズマン                                                                             | サム・クラフリン バックグラウンドボーカル：ジェームズ・ペトラリ、ニッキー・ブルーム                   | 3:24  |
| 10.       | 「The River」                  | ミルズ、バーグ、ジョー・キーフ、ケイズリー・コリンズ                                           | ライリー・キーオ、サム・クラフリン バックグラウンドボーカル：ブレイク・ミルズ、Z Berg                 | 4:54  |
| 11.       | 「No Words」                   | ミルズ                                                                                         | ライリー・キーオ、サム・クラフリン バックグラウンドボーカル：ジェームズ・ペトラリ、ニッキー・ブルーム | 4:16  |
| 合計時間: | 合計時間:                      | 合計時間:                                                                                      | 合計時間:                                                                                             | 44:28 |

| #         | タイトル                                           | 作詞                                           | 作曲・編曲                                     | 演奏者/アーティスト | 時間 |
| --------- | -------------------------------------------------- | ---------------------------------------------- | ---------------------------------------------- | ------------------- | ---- |
| 12.       | 「Look at Us Now (Honeycomb)」(シングルバージョン) | ミルズ、ボーゼル、スミス、ライス、マムフォード | ミルズ、ボーゼル、スミス、ライス、マムフォード | サム・クラフリン    | 4:30 |
| 合計時間: | 合計時間:                                          | 合計時間:                                      | 48:58                                          |                     |      |

## Personnel
- ブレイク・ミルズ – プロデュース、ミキシング
- トニー・バーグ – 追加プロデュース
- クリス・ワイズマン – 追加プロデュース
- ジャクソン・ブラウン – 追加プロデュース
- マーカス・マムフォード – 追加プロデュース
- フィービー・ブリジャーズ – 追加プロデュース
- スコット・ノイスタッター – ライナー・ノーツ
- テイラー・ジェンキンズ・リード – ライナーノーツ
- ウィル・マクレラン – 録音助手
- ジョゼフ・ローグ – 録音、ミキシング
- グレッグ・コーラー – マスタリング
- アシュリー・ストラムワッサー – 製作総指揮
- ブラッド・メンデルソーン – 製作総指揮
- フランキー・パイン – 製作総指揮
- ローレン・ノイスタッター – 製作総指揮
- ウィル・グレアム – 製作総指揮
- ブランドン・デイヴィス – 製作総指揮
- ジョゼフ・コーリー – 製作総指揮
- ケヴィン・ウィーヴァー – 製作総指揮
- ピート・ガンバーグ – 製作総指揮

## チャート
| チャート2023年）                                        | 最高 順位 |
| ------------------------------------------------------- | --------- |
| オーストラリア アルバム（ARIA）                         | 42        |
| オーストリア (Ö3 Austria)                               | 30        |
| ベルギー (Ultratop Flanders)                            | 94        |
| ベルギー (Ultratop Wallonia)                            | 109       |
| カナダ アルバム（ビルボード誌）                         | 65        |
| アイルランド (IRMA)                                     | 31        |
| ニュージーランド アルバム（RMNZ）                       | 27        |
| スペイン (PROMUSICAE)                                   | 88        |
| UK アルバムズ (OCC)                                     | 40        |
| アメリカ ビルボード200                                  | 47        |
| アメリカ アメリカーナ/フォーク アルバム（ビルボード誌） | 2         |
| アメリカ トップ ロック アルバム（ビルボード誌）         | 7         |
| アメリカ トップ サウンドトラック（ビルボード誌）        | 1         |